# Vinkelmattvävare
Vinkelmattvävare (Anguliphantes angulipalpis) är en spindelart som först beskrevs av Westring 1851.  Vinkelmattvävare ingår i släktet Anguliphantes och familjen täckvävarspindlar. Arten är reproducerande i Sverige. Inga underarter finns listade i Catalogue of Life.

## Bildgalleri

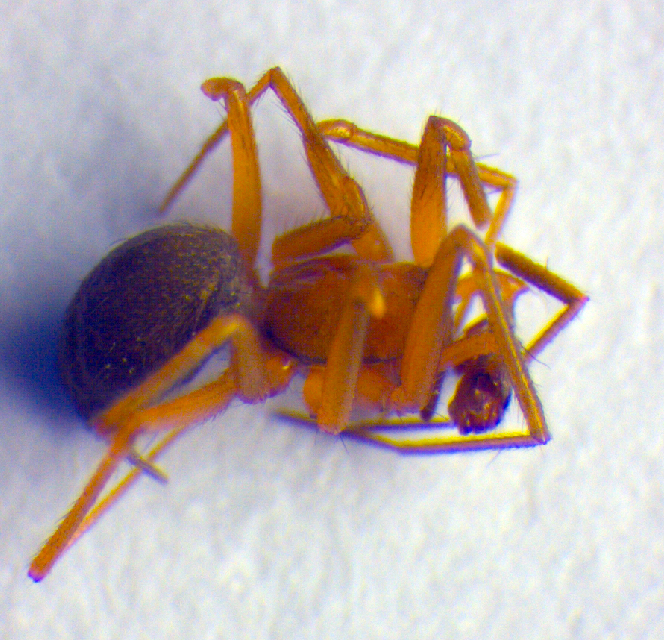
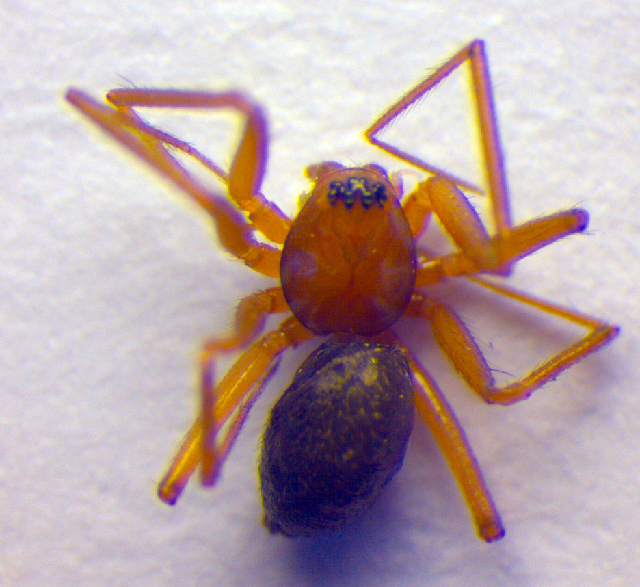